# Episodi di Kraft Television Theatre (sesta stagione)
La sesta stagione della serie televisiva Kraft Television Theatre è stata trasmessa in anteprima negli Stati Uniti d'America dalla NBC tra il 1º ottobre 1952 e il 26 agosto 1953.
| nº | Titolo originale                     | Titolo italiano | Prima TV USA     | Prima TV Italia |
| -- | ------------------------------------ | --------------- | ---------------- | --------------- |
| 1  | Michael and Mary                     |                 | 1º ottobre 1952  |                 |
| 2  | The New Tenant                       |                 | 8 ottobre 1952   |                 |
| 3  | A Kiss for Cinderella                |                 | 15 ottobre 1952  |                 |
| 4  | A Long Night in Forty Miles          |                 | 22 ottobre 1952  |                 |
| 5  | The Divine Drudge                    |                 | 29 ottobre 1952  |                 |
| 6  | Melody Jones                         |                 | 5 novembre 1952  |                 |
| 7  | Hilda McKay                          |                 | 12 novembre 1952 |                 |
| 8  | The Quiet Wedding                    |                 | 19 novembre 1952 |                 |
| 9  | Mr. Lazarus                          |                 | 26 novembre 1952 |                 |
| 10 | The Iron Gate                        |                 | 3 dicembre 1952  |                 |
| 11 | The Intimate Strangers               |                 | 10 dicembre 1952 |                 |
| 12 | The Guest                            |                 | 17 dicembre 1952 |                 |
| 13 | A Christmas Carol                    |                 | 24 dicembre 1952 |                 |
| 14 | The Paper Moon                       |                 | 31 dicembre 1952 |                 |
| 15 | The Fire Below and the Devil Above   |                 | 7 gennaio 1953   |                 |
| 16 | Zone Four                            |                 | 14 gennaio 1953  |                 |
| 17 | A Square Peg                         |                 | 21 gennaio 1953  |                 |
| 18 | Duet                                 |                 | 28 gennaio 1953  |                 |
| 19 | The Chess Game                       |                 | 4 febbraio 1953  |                 |
| 20 | Right You Are!                       |                 | 11 febbraio 1953 |                 |
| 21 | Snooksie                             |                 | 18 febbraio 1953 |                 |
| 22 | Star Bright                          |                 | 25 febbraio 1953 |                 |
| 23 | My Brother's Keeper                  |                 | 4 marzo 1953     |                 |
| 24 | So Very Young                        |                 | 11 marzo 1953    |                 |
| 25 | Autumn Story                         |                 | 18 marzo 1953    |                 |
| 26 | Miss Mabel                           |                 | 25 marzo 1953    |                 |
| 27 | The Summer Place                     |                 | 1º aprile 1953   |                 |
| 28 | Next of Kin                          |                 | 8 aprile 1953    |                 |
| 29 | Rain No More                         |                 | 15 aprile 1953   |                 |
| 30 | The New Servant                      |                 | 22 aprile 1953   |                 |
| 31 | Hoodlums with a Halo                 |                 | 29 aprile 1953   |                 |
| 32 | The Sixth Anniversary Show           |                 | 6 maggio 1953    |                 |
| 33 | Final Edition                        |                 | 13 maggio 1953   |                 |
| 34 | One Left Over                        |                 | 20 maggio 1953   |                 |
| 35 | The Twilight Rounds                  |                 | 27 maggio 1953   |                 |
| 36 | The Ascent of P.J. O'Hara            |                 | 10 giugno 1953   |                 |
| 37 | Boy of Mine                          |                 | 17 giugno 1953   |                 |
| 38 | The Rainy Day                        |                 | 24 giugno 1953   |                 |
| 39 | The Diehard                          |                 | 1º luglio 1953   |                 |
| 40 | The House Beautiful                  |                 | 8 luglio 1953    |                 |
| 41 | The Blind Spot                       |                 | 15 luglio 1953   |                 |
| 42 | The Adventures of the Kind Mr. Smith |                 | 22 luglio 1953   |                 |
| 43 | The Intruder                         |                 | 29 luglio 1953   |                 |
| 44 | Old Macdonald Had a Curve            |                 | 5 agosto 1953    |                 |
| 45 | Day of the Vision                    |                 | 12 agosto 1953   |                 |
| 46 | In Albert's Room                     |                 | 19 agosto 1953   |                 |
| 47 | The Blues for Joey Menotti           |                 | 26 agosto 1953   |                 |